# Pulau Nusakambangan
Pulau Nusakambangan är en ö i Indonesien.   Den ligger i provinsen Jawa Tengah, i den västra delen av landet, 280 km sydost om huvudstaden Jakarta. Arean är 121 kvadratkilometer.